# Zwarte Goor
Zwarte Goor is een buurtschap in de Nederlandse gemeente Nunspeet, gelegen in de provincie Gelderland. Het ligt 2 kilometer ten westen van Nunspeet.
Dorpen: Nunspeet · Elspeet · Hulshorst · Vierhouten

Buurtschappen: Grote Kolonie · Kleine Kolonie · Oosteinde · Westeinde · Zoom · Zwarte Goor

Gelderland: Steden en dorpen in Gelderland      Nederland: Provincies · Gemeenten